# Cytherea
Cytherea (27 września 1981 w Salt Lake City) – amerykańska aktorka filmów pornograficznych. 

## Życiorys

### Wczesne lata
Urodziła się w Salt Lake City w stanie Utah jako córka Cheryl Story. Wychowywała się w wierze mormonów. W 2000 roku ukończyła Salt Lake’s Granite High School.

### Kariera
Po swej przeprowadzce jako nastolatka do Los Angeles założyła swoją prywatną stronę internetową, gdzie umieszczała amatorskie nagie zdjęcia i filmy erotyczne ze swym udziałem. 
W 2003 roku, w wieku 22 lat rozpoczęła karierę profesjonalną. Swój pseudonim artystyczny przybrała od przydomku greckiej bogini Afrodyty, która według legendy miała pochodzić z wyspy Kithira. Debiutowała na ekranie w produkcji Wildlife I've Never Done That Before 14 (2003) w scenie seksu z Tyce Bune. Po raz pierwszy wzięła udział w scenie seksu analnego w Pulse Distribution Cytherea's Anal Whores (2006). Stała się znana ze swojej „kobiecej ejakulacji”. 
W 2005 roku zdobyła AVN Award w kategorii „Najlepsza nowa gwiazdka”. Gościła w wielu programach, w tym HBO/Cinemax serii Sex Games: Vegas i Playboy TV's Night Calls oraz pojawiła się w filmie dokumentalnym Michaela Grecco Naked Ambition: An R Rated Look at an X Rated Industry (2009).
W 2012 roku była nominowana do XRCO Award w kategorii „Najlepszy powrót”.

### Życie prywatne
Była przez trzy lata zamężna z Brianem Kissingerem. Rozwiodła się w 2007 roku. Cytherea wraz ze swoim mężem założyła płatną stronę internetową oraz firmę Club Cytherea Productions zajmującą się produkcją filmów porno. Ponownie wyszła za mąż za Timothy'ego Hale w San Francisco w Kalifornii. Zamieszkała z mężem w Branson w Missouri. W 2007 roku urodziła syna Tristana. Spotykała się z wokalistką Erykah Badu. Jej mąż Tim Hale zmarł 2 listopada 2016.
Według doniesień, 19 stycznia 2015 w południowo-zachodniej części Las Vegas Cytherea i jej rodzina padli ofiarą straszliwej domowej inwazji przez trzech napastników.

## Nagrody i nominacje
| Rok  | Nagroda    | Kategoria                                           | Film                                 | Inni wykonawcy                                                  | Rezultat  |
| ---- | ---------- | --------------------------------------------------- | ------------------------------------ | --------------------------------------------------------------- | --------- |
| 2004 | XRCO Award | Nastoletni kremowy sen                              | –                                    | –                                                               | Wygrana   |
| 2004 | AVN Award  | Najlepsza scena seksu w parze - wideo               | Barely Legal 40 (2003)               | Mark Ashley                                                     | Nominacja |
| 2005 | XRCO Award | Najlepsza gwiazdka / Samotna wykonawczyni - aktorka | –                                    | –                                                               | Nominacja |
| 2005 | AVN Award  | Najlepsza nowa gwiazdka                             | –                                    | –                                                               | Wygrana   |
| 2005 | AVN Award  | Wykonawczyni roku                                   | –                                    | –                                                               | Nominacja |
| 2005 | AVN Award  | Najlepsza scena seksu w parze - wideo               | Internal Cumbustion 3 (2004)         | Mark Ashley                                                     | Nominacja |
| 2005 | AVN Award  | Najlepsze wydanie specjalne - inny gatunek          | –                                    | –                                                               | Wygrana   |
| 2005 | AVN Award  | Najlepsza scena seksu samych dziewczyn - wideo      | Cytherea Iz Squirtwoman (2004)       | Tiana Lynn                                                      | Nominacja |
| 2005 | AVN Award  | Najlepsza scena seksu grupowego - wideo             | Cytherea Iz Squirtwoman (2004)       | Roxanne Hall, Frank Gun i Arnold Schwartzenpecker               | Nominacja |
| 2005 | AVN Award  | Najlepsza scena seksu triolizmu - wideo             | Cytherea Iz Squirtwoman (2004)       | Delilah Strong i Randy Spears                                   | Nominacja |
| 2005 | AVN Award  | Najlepsza scena seksu solo                          | Bob's Videos 184 (2004)              | –                                                               | Nominacja |
| 2005 | AVN Award  | Najlepsza scena seksu triolizmu – wideo             | Addicted to Sex (2004)               | Fallon Summers i Toni Ribas                                     | Nominacja |
| 2005 | AVN Award  | Najlepsza scena seksu triolizmu – wideo             | Buttwoman Iz Lauren Phoenix (2004)   | Lauren Phoenix i Randy Spears                                   | Nominacja |
| 2006 | AVN Award  | Najbardziej dziwaczna scena seksu                   | I Survived a Rodney Blast 3 (2005)   | Rodney Moore                                                    | Nominacja |
| 2006 | AVN Award  | Najlepsza scena seksu solo                          | Scuba Squirters (2005)               | –                                                               | Nominacja |
| 2006 | AVN Award  | Najlepsza scena seksu samych dziewczyn - wideo      | Cousin Stevie’s Pussy Party 7 (2005) | Sandra Romain                                                   | Nominacja |
| 2007 | AVN Award  | Najbardziej dziwaczna scena seksu                   | The Great American Squirt Off (2006) | Flower Tucci, Lexi Love, Angela Stone, Kat, Mark Davis i Felony | Nominacja |
| 2008 | AVN Award  | Najlepsza scena seksu samych dziewczyn - film       | X (2007)                             | Melisande                                                       | Nominacja |
| 2012 | XBIZ Award | Powrót gwiazdy roku                                 | –                                    | –                                                               | Nominacja |
| 2012 | XRCO Award | Najlepszy powrót                                    | –                                    | –                                                               | Nominacja |
| 2013 | XBIZ Award | Powrót wykonawczyni roku                            | –                                    | –                                                               | Nominacja |
| 2020 | AVN Award  | Najlepsza scena seksu grupowego transpłciowych      | Family Friend With Benefits (2019)   | Colby Jansen i Jessy Dubai                                      | Nominacja |